# Caparo (rijeka u Venezueli)
Caparo je rijeka u Venezueli. Pritoka je rijeke Apure i pripada porječju rijeke Orinoco.